# Hippocamelus
Hippocamelus é um gênero da família Cervidae. Compreende duas espécies que ocorrem nos Andes, e estão ameaçadas de extinção. Esses animais vivem em altitudes elevadas no verão, mas migram para altitudes mais baixas durante o inverno, em vales florestados. Áreas com água fresca são preferidas pelas espécies do gênero. São herbívoros se alimentando principalmente de plantas herbáceas.